# تیم ملی فوتبال پاراگوئه
تیم ملی فوتبال پاراگوئه (به انگلیسی: Paraguay national football team) یک تیم فوتبال بین‌المللی است که به نمایندگی از کشور پاراگوئه به میدان می‌رود. این تیم زیر نظر اتحادیه فوتبال پاراگوئه فعالیت می‌کند.